# 斯里兰卡人民阵线
斯里兰卡人民阵线（羅馬化：Śrī Laṃkā Podujana Peramuna，羅馬化：Ilaṅkai Potujaṉa Muṉṉaṇi）是斯里兰卡的一个右翼政党。该党成立于2016年，分裂自斯里兰卡自由党。前身是一个名为“斯里兰卡民族阵线”和“我们的斯里兰卡自由阵线”的小党。该党成立后，成为统一人民自由联盟前领袖马欣达·拉贾帕克萨及其追随者的中心。该党是斯里兰卡人民自由联盟的成员。